# Більміни
Більміни (пол. Bilminy) — село в Польщі, у гміні Кузьниця Сокульського повіту Підляського воєводства.
Населення — 80 осіб (2011).
У 1975—1998 роках село належало до Білостоцького воєводства.

## Демографія
Демографічна структура станом на 31 березня 2011 року:
|          | Загалом | Допрацездатний вік | Працездатний вік | Постпрацездатний вік |
| -------- | ------- | ------------------ | ---------------- | -------------------- |
| Чоловіки | 36      | 6                  | 22               | 8                    |
| Жінки    | 44      | 13                 | 16               | 15                   |
| Разом    | 80      | 19                 | 38               | 23                   |